# Rolands Šmits
Rolands Šmits (Valmiera, 25 de junho de 1995) é um basquetebolista profissional letão, atualmente joga no Žalgiris Kaunas que disputa a EuroLiga e a LKL. O atleta que joga na posição ala possui 2,08m.

## Ligações Externas
- Rolands Šmits no X